# Abbas Mahamat Tolli
Abbas Mahamat Tolli, né en avril 1972 à Abéché, est un haut fonctionnaire et homme politique tchadien. Président de la Banque de développement des États de l'Afrique centrale de 2015 à 2017, il est gouverneur de la Banque des États de l'Afrique centrale du 17 février 2017 au 16 février 2024.

## Biographie

### Jeunesse et formation
Né en avril 1972 à Abéché, dans l'est du Tchad, Abbas Mahamat Tolli est le fils de la sœur aînée du président Idriss Déby. Il est titulaire d'un baccalauréat universitaire en administration des affaires obtenu à l'université du Québec en Outaouais en 2000.

### Carrière

#### Au gouvernement
Entre 2005 et 2008, Abbas Mahamat Tolli est ministre des Finances du Tchad puis, brièvement, ministre des Infrastructures et des Équipements.

#### Président de la Banque de développement des États de l'Afrique centrale
En 2015, Abbas Mahamat Tolli est nommé président de la Banque de développement des États de l'Afrique centrale (BDEAC), poste qu'il occupe jusqu'à sa nomination à la tête de la Banque des États de l'Afrique centrale en 2017.

#### Gouverneur de la Banque des États de l'Afrique centrale
Le 17 février 2017, sur proposition des autorités tchadiennes, Abbas Mahamat Tolli est nommé gouverneur de la Banque des États de l'Afrique centrale (BEAC), en remplacement de Lucas Abaga Nchama. Le terme de son mandat de gouverneur de la Banque des États de l'Afrique centrale prend fin en février 2024. Il est remplacé par Yvon Sana Bangui.
Abbas Mahamat Tolli est candidat à la présidence de la Banque africaine de développement. Il est battu par le Mauritanien Sidi Ould Tah en mai 2025.

### Controverses
En 2023, Abbas Mahamat Tolli est au centre d'un scandale à la suite de la publication des résultats du concours de recrutement des agents d’encadrement supérieur à la BEAC. Il est accusé d'avoir favorisé des proches, y compris son épouse, dans le cadre de ce recrutement. Bien que le conseil des ministres ait décidé de suspendre la publication des résultats, le gouverneur tchadien a choisi de les rendre publics, suscitant des tensions,.